# De edele elfen
De edele elfen is het honderddrieëntachtigste stripverhaal uit de reeks van Suske en Wiske. Het is geschreven en getekend door Paul Geerts. 
Het werd gepubliceerd in De Standaard en Het Nieuwsblad van 27 juni 1987 tot en met 31 oktober 1987. De eerste albumuitgave in de Vierkleurenreeks was in november 1987, met albumnummer 212.

## Locaties
- IJsland met Reykjavik, nieuwe luchthaven, havenstad Höfn, trollenland, elfendorp, luchthaven Schiphol

## Personages
- Suske, Wiske, tante Sidonia, Lambik, Jerom, postbode, David Odsson en andere reporters, Tomas Tomasson, Holmfridur Karlsottin (Dotti) en andere elfen, trollen, IJslandse ponys, een papegaaiduiker en andere dieren

## Het verhaal
Wiske ontvangt een brief uit IJsland: de stripverhalen van Suske en Wiske worden nu ook in dat land uitgegeven. De vrienden worden daarom uitgenodigd in Reykjavik. Ze vliegen vanaf Schiphol met Eagle Air en landen op de nieuwe luchthaven van IJsland, waar ze worden opgewacht door een legertje reporters. 
De vrienden krijgen enkele dagen een vakantiehuisje tot hun beschikking. Ze horen van Tomas Tomasson een legende dat het eerste paar mensen op aarde vele kinderen had. Toen de schepper langskwam wilde hij alle kinderen zien, maar de moeder verborg haar ongewassen zoon. De schepper bepaalde dat alles wat voor hem verborgen is, voor mensen verborgen zal blijven. Tomas laat nog een oud perkament zien met daarop de stamboom vanaf de eerste mensen. 's Nachts wordt de slapende Suske meegenomen door Dotti. Dotti laat een landschap met vreemde kegels zien, als ze driemaal rond een kegel rent verschijnt het elfendorp voor Suske. De moeder van Dotti is ziek. Suske kan haar genezen door haar aan te raken. Hij hoort dat de elfen de mensen helpen door hun vee te hoeden. Suske krijgt als dank cadeautjes, gouden pantoffeltjes en een rode bril waardoor hij elfengaven krijgt (zoals het kunnen zien van elfen en trollen en communiceren met dieren). De vrienden gaan de volgende dag naar Reykjavik. Suske ziet een elf, die wegvlucht als Wiske dichtbij komt.
's Nachts ontmoet Suske een sprekende IJslandse pony en ze gaan naar het landschap met de kegels. Het dorp blijkt te zijn verwoest is en trollen hebben de schapen gestolen. De geslachtofferde bevolking verdenkt de elfen van de misdaad. Ze trappen de kegels om, waarmee de elfen verjaagd worden. 
Suske roept de hulp van zijn vrienden in. Hij geeft ook hun een rode bril en samen beschermen ze de schapen. Ze kunnen echter niet van de trollen winnen, omdat ze net zoals de elfen geen fysieke kracht hebben terwijl ze de rode brillen dragen. Lambik infiltreert als trol en bakt friet omdat hij zijn lammetje niet wil doden. De vrienden verjagen de boze bevolking en tante Sidonia gaat met de elfen naar de havenstad Höfn, om daar met een boot naar een eiland af te reizen. De meeste trollen vinden de friet van Lambik heerlijk, maar een gedeelte blijft achter de vleesetende koning staan. De koning vertrekt met zijn volgelingen en Lambik wordt tot nieuwe koning van de trollen gekroond. Lambik laat zijn vrienden opsluiten, om niet zelf verdacht te worden. De vleesetende en frietetende trollen vechten en Suske wordt ontvoerd. Wiske gaat met een IJslandse pony op zoek en vindt Suske vastgebonden aan een touw boven een waterval. Dieren schieten de kinderen te hulp en de trollenkoning wordt verslagen. Deze belooft de schapen en elfen voortaan met rust te zullen laten. Een papegaaiduiker vliegt naar het andere eiland, waarschuwt tante Sidonia en de elfen keren met haar terug naar het dorp. De vrienden vieren feest met de elfen en nemen afscheid. 
De volgende ochtend stellen de vrienden vast dat ze allemaal dezelfde droom hebben gehad. Dan vindt Suske de gouden muiltjes en Wiske wil deze wel hebben als cadeau, want ze is bijna jarig.